# Шому-Марсийи
Шому́-Марсийи́ (фр. Chaumoux-Marcilly) — коммуна во Франции, находится в регионе Центр. Департамент — Шер. Входит в состав кантона Сансерг. Округ коммуны — Бурж.
Код INSEE коммуны — 18061.
Коммуна расположена приблизительно в 195 км к югу от Парижа, в 110 км юго-восточнее Орлеана, в 30 км к востоку от Буржа.

## История
Коммуна была образована в 1896 году в результате слияния коммун Шому и Марсийи.

## Население
Население коммуны на 2008 год составляло 102 человека.
| 1962 | 1968 | 1975 | 1982 | 1990 | 1999 | 2008 |
| ---- | ---- | ---- | ---- | ---- | ---- | ---- |
| 129  | 157  | 140  | 92   | 112  | 101  | 102  |

## Экономика

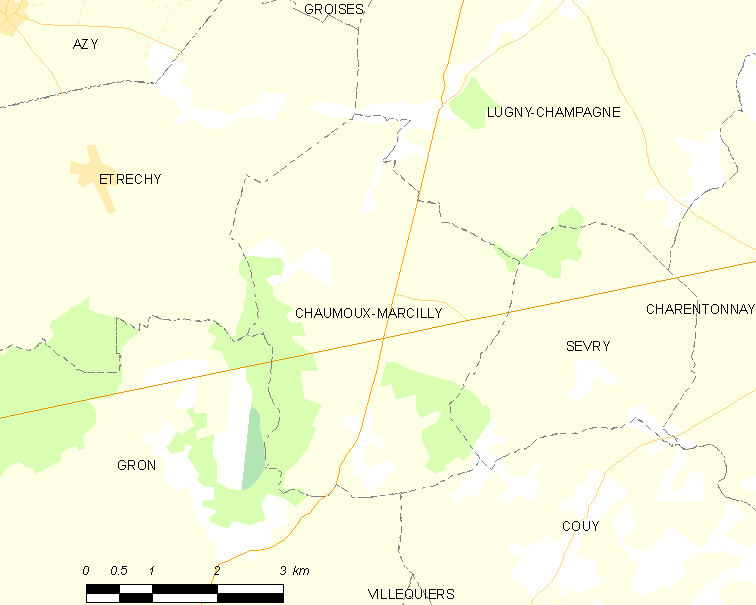
Карта коммуны

В 2007 году среди 70 человек в трудоспособном возрасте (15-64 лет) 55 были экономически активными, 15 — неактивными (показатель активности — 78,6 %, в 1999 году было 62,1 %). Из 55 активных работали 51 человек (31 мужчина и 20 женщин), безработных было 4 (1 мужчина и 3 женщины). Среди 15 неактивных 8 человек были учениками или студентами, 2 — пенсионерами, 5 были неактивными по другим причинам.